# Kastoria (gmina)
Kastoria (gr. Δήμος Καστοριάς, Dimos Kastorias) – gmina w Grecji, w administracji zdecentralizowanej Epir-Macedonia Zachodnia, w regionie Macedonia Zachodnia, w jednostce regionalnej Kastoria. W 2011 roku liczyła 35 874 mieszkańców. Powstała 1 stycznia 2011 roku w wyniku połączenia dotychczasowych gmin: Kastoria, Ajia Triada, Mesopotamia, Korestia, Ajii Anargiri, Makiedni, Witsi i Klisura oraz wspólnoty Kastraki. Siedzibą gminy jest Kastoria.